# 입체배치
입체배치(立體配置, 영어: configuration)는 화합물 분자의 고유한 원자들의 공간적 배치를 의미한다. 동일한 원자들의 세트로 다른 입체배치를 갖는 2개 이상의 분자들 간의 관계를 입체 이성질체라고 한다. 약물로 사용되는 다른 입체배치를 갖는 화합물들은 일반적으로 원하는 약리학적 효과, 독성 및 대사를 포함한 다른 생리 활성을 가지고 있다.
입체배치가 다른 이성질체들은 1개 이상의 공유 결합을 깨지 않으면 서로 상호변환이 되지 않는다는 점에서 단일 결합에 대한 회전이 자유롭기 때문에 공유 결합을 파괴하지 않고 공간 내에서 여러 가지 구조를 취할 수 있는 입체구조(立體構造, 영어: conformation)와 다르다.

## 같이 보기
- 절대배치
- 입체형태